# Johann Froese
Johann Froese – kaznodzieja menonicki, od 1811 roku sołtys wsi Kopanka Pierwsza, założonej w XVII wieku przez osadników holenderskich przybyłych na Żuławy z niderlandzkiej Fryzji w XVII wieku. 
Przedstawiciele rodziny Froese osiedlali się od końca XVIII wieku, między innymi w Żuławce, Rachowie, Kopance, Stogach. Zachowała się w Żuławce oryginalna zagroda holenderska pierwszego właściciela Corneliusa Froese z 1797 roku. 
Johann Froese (wnuk sołtysa Kopanki Pierwszej) był w 1868 roku inicjatorem i sygnatariuszem petycji kilkunastu gospodarzy – mennonitów z Rachowa – do władz pruskich w sprawie zwolnienia od służby w armii pruskiej kilku młodych mennonitów (z powodu dogmatów wiary).